# Alan Acosta
Alan Jesús Acosta Montañez (Ecatepec, Estado de México, México, 19 de diciembre de 1996) es un futbolista mexicano. Juega como extremo derecho y su equipo actual es el Deportiva Venados de la Serie A de México.

## Trayectoria

### Club Universidad Nacional
Debutó en el torneo Apertura 2015 en el partido Pumas UNAM vs. Atlas, donde los felinos ganaron 5-0. 
Anotó su primer gol en Primera División en el Apertura 2017, en el partido Pumas UNAM vs. León, fue el segundo del equipo universitario de la victoria 2-0.

### Club Puebla
Para el Torneo Clausura 2019 es fichado, a préstamo, como refuerzo por el Club Puebla. Su primer gol con el cuadro poblano lo hizo el 27 de septiembre de 2019 en el duelo de Jornada 12 contra Club León, el Puebla ganó 2 a 1.
En enero del 2021 no renovó con el equipo poblano y se quedó sin club para el Torneo Clausura 2021.

### Cafetaleros
Para la temporada 2021-22 se incorpora al Cafetaleros de Chiapas, disputando 49 partidos y anotando ocho goles durante los dos años que permaneció en el club.

### Deportiva Venados
En la temporada 2023-24 es contratado por el club Deportiva Venados.

## Estadísticas
| Pumas UNAM · México              | 1.ª                 | 2015-16             | 2   | 0  | 5  | 0 | - | - | 7   | 0  |
| Pumas UNAM · México              | 1.ª                 | 2016-17             | 0   | 0  | 0  | 0 | - | - | 0   | 0  |
| Pumas UNAM · México              | 1.ª                 | 2017-18             | 18  | 1  | 6  | 0 | - | - | 24  | 1  |
| Pumas UNAM · México              | 1.ª                 | 2018                | 2   | 0  | 3  | 0 | - | - | 5   | 0  |
| Pumas UNAM · México              | Total               | Total               | 22  | 1  | 14 | 0 | 0 | 0 | 36  | 1  |
| C. Puebla · México               | 1.ª                 | 2019                | 5   | 0  | 3  | 0 | - | - | 8   | 0  |
| C. Puebla · México               | 1.ª                 | 2019-20             | 23  | 2  | 2  | 0 | - | - | 25  | 2  |
| C. Puebla · México               | 1.ª                 | 2020                | 3   | 0  | -  | - | - | - | 3   | 0  |
| C. Puebla · México               | Total               | Total               | 31  | 2  | 5  | 0 | 0 | 0 | 36  | 2  |
| Cafetaleros · México             | 3.ª                 | 2021-22             | 27  | 3  | -  | - | - | - | 27  | 3  |
| Cafetaleros · México             | 3.ª                 | 2022-23             | 18  | 3  | -  | - | - | - | 18  | 3  |
| Cafetaleros · México             | Total               | Total               | 45  | 6  | 0  | 0 | 0 | 0 | 45  | 6  |
| D. Venados · México              | 3.ª                 | 2023-24             | 31  | 3  | -  | - | - | - | 31  | 3  |
| D. Venados · México              | Total               | Total               | 31  | 3  | 0  | 0 | 0 | 0 | 31  | 3  |
| Total en su carrera              | Total en su carrera | Total en su carrera | 129 | 12 | 19 | 0 | 0 | 0 | 148 | 12 |
| (1) Incluye datos de la Copa MX. |                     |                     |     |    |    |   |   |   |     |    |